# 胡马云·贝赫扎德
胡马云·贝赫扎德（1942年6月20日- 2016年1月22日）是一名伊朗前足球运动员和教练。球员生涯司职前锋。于2016年1月22日在家中病逝。

## 早期的生活
1942年1月4日，贝赫扎德出生在伊朗洛雷斯坦省的霍拉马巴德。贝赫扎德在12岁的时候便进入了德黑兰沙欣足球俱乐部青年队，并在16岁时被提上一线队。其在沙欣俱乐部效力的生涯共为俱乐部出场168场，射进97球。直到1966年，沙欣俱乐部由于财政问题而关闭，贝赫扎德被迫离队。

## 球员生涯

### 俱乐部职业生涯
1967年，贝赫扎德转会至柏簡足球俱乐部，次年年春又转会至波斯波利斯。之后由于1968年亚洲杯比赛中的一次严重受伤，贝赫扎德被球队租借回了柏簡。在租借期间，贝赫扎德获得1970年的德黑兰地区联赛冠军，之后波斯波利斯又在1970年将其收回。贝赫扎德在效力波斯波利斯俱乐部时，在1972年获得了伊朗当地联赛的冠军，1974年又获得塔赫特贾姆希德杯的冠军。

### 国家队生涯
1966年，贝赫扎德获得了在泰国举办的亚运会足球比赛银牌。之后贝赫扎德随伊朗国家队获得1968年亚洲杯冠军，他在4场比赛中攻入4球，并在决赛中打入了扳平比分的一球，最终以2–1战胜以色列（并成为本届杯赛的最佳射手之一）。随后又在1972年成功卫冕。

## 教练的职业生涯
在贝赫扎德开始他的职业教练生涯之前，他曾在球队主教练艾伦·罗杰斯缺席的情况下训练过波斯波利斯，当时他还是球队里的队员。在1975年退役后，贝赫扎德在罗杰斯辞职后正式成为了俱乐部的主教练。在他上任伊始便对波斯波利队开始了一个计划，成功的降低了球队球员的平均年龄。而他的第一场比赛是对安扎利港水手足球俱乐部的友谊赛，这场比赛球队以3比1获胜。他的第一次正式比赛输给了雷伊铁路足球俱乐部。在那之后，波斯波利斯在德黑兰德比中连赢了两次对手：塔吉队。但在球队以3-1负于对手时，贝赫扎德声称塔吉队在赛前服用了违禁药品，但该投诉后来被驳回，而他也被禁赛两个月，之后由布约克·瓦坦查从他手中接过了球队的教鞭。之后，他在沙赫巴兹B队又担任了10多年的主教练。
| 球队       | 国家 | 开始         | 结束         | 记录  | 记录 | 记录 | 记录   | 记录  | 记录 | 记录 | 记录 |
| 场次       | 胜   | 平           | 负           | 胜率% | 进球 | 失球 | 净胜球 |       |      |      |      |
| ---------- | ---- | ------------ | ------------ | ----- | ---- | ---- | ------ | ----- | ---- | ---- | ---- |
| 波斯波利斯 | 伊朗 | 1975年3月6日 | 1975年5月9日 | 15    | 7    | 4    | 4      | 46.67 | 23   | 14   | +7   |

## 退休后

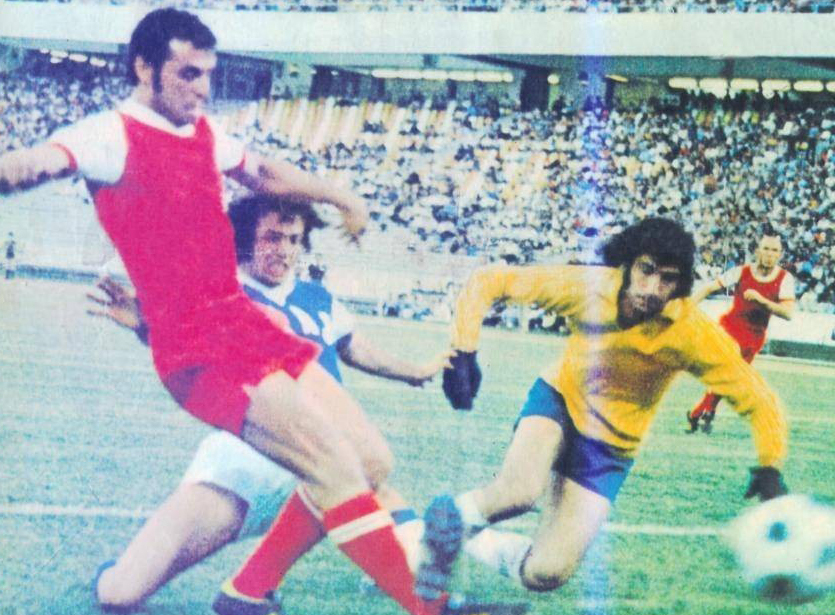
在著名的德黑兰德比中，胡马云·贝赫扎德攻入一球

### 波斯波利斯名人堂成员
贝赫扎德被评选为柏斯波利斯足球俱樂部的名人堂成员，以表示俱乐部感谢他为波斯波利斯俱乐部所作出的出色贡献。俱乐部赠予他一张刻有他脸部的雕像，并将其排进波斯波利斯20世纪70年代，12位最伟大球员的名单中。

### 因病去世
贝赫扎德突然心脏病发作，于2013年4月被转移到德黑兰的一家医院。两天之后，他被转到普通病房，他的私人医生宣布他的健康状况良好。他于2013年5月12日被准许出院。
2016年1月22日，贝赫扎德在家中去世，享年74岁。

## 荣誉
沙欣

### 俱乐部
- 德黑兰地区足球联赛（英语：Tehran Province League）
  - 冠军（2）：1959-60赛季，1965-66赛季
  - 亚军（1）：1963–64赛季
- 德黑兰地区杯赛（英语：Tehran Province League#Tehran Hazfi Cup）
  - 冠军（1）：1962-63赛季

柏簡
- 德黑兰地区足球联赛（英语：Tehran Province League）
  - 冠军（1）：1969-70赛季

波斯波利斯
- 伊朗足球联赛（英语：Iranian Football League）
  - 冠军（2）：1971-72赛季， 1973-74赛季
  - 亚军（1）：1974-75赛季

### 国家队
- 亚洲杯
  - 冠军（2）：1968年，1972年
- 亚运会
  - 亚军（1）：1966年

### 个人
- 波斯波利斯名人堂：2013年
- 亚洲足球名人堂：2014年